# Амантаев, Бакет Амантаевич
Баке́т Аманта́евич Аманта́ев (каз. Бәкет Амантайұлы Амантаев; 3 января 1929 — 25 ноября 2007) — советский и казахстанский учёный, доктор философских наук (1970), профессор (1972), член-корреспондент АН Казахстана (1972).

## Биография
Родился 3 января 1929 года в ауле № 15 Атбасарского района Акмолинской области.
В 1949 году окончил Алма-Атинский юридический институт. В 1953 году окончил аспирантуру Казахского государственного педагогического института им. Абая по специальности «диалектический и исторический материализм».
С 1953 по 1959 годы — старший преподаватель, доцент, заместитель директора Казахского женского педагогического института.
С 1959 года старший научный сотрудник Института философии и права.
Основные труды Амантаева посвящены общественно-политической активности казахских крестьян, проблемам этнопсихологических аспектов перехода к рыночной экономике.
Награждён орденом «Знак Почёта» и медалью.
Скончался 25 ноября 2007 года, похоронен на Кенсайском кладбище.

## Сочинения
- Октябрьская революция и коренной переворот в жизни казахского народа. Вестник АН КазССР, 1959, № 11.
- Социализм и коренное преобразование социальной природы казахского крестьянства: (Опыт историко-социологического исследования). Алма-Ата, 1969.
- Основные черты, принципы и нормы поведения советского человека. А.-А., 1977.
- Соц. перевоспитание крестьянства Казахстана. Развитие соц. сознания колхозного крестьянства: (на материалах Казахстана). Алма-Ата, 1984.